# Michael Langoth
Michael Langoth (* 4. März 1955 in Wien) ist ein österreichischer Fotograf, Videokünstler, Musiker und Autor von Kochbüchern.

## Leben
Gemeinsam mit Josef Fallnhauser betreibt er seit 1980 das Studio Trizeps in Wien, das als „kulinarisches Labor“ gilt, in dem innovative Bildsprachen sowie Aspekte des Kochens erforscht werden. Er lebt in Wien.
Langoths Kochbücher, wie „Mekong Food“ (2013), „Il Po“ (2014), „Spirit & Spice“ (2015) wurden mehrfach ausgezeichnet. Darin hat er neben authentischen Rezepten kulturelle Hintergründe und Traditionen der Regionen beschrieben und fotodokumentiert. "Das kulinarische Manifest" (2017) propagiert eine durch Traditionen bewährte alltagstaugliche Kochkultur.
Aus der Kooperation mit dem Maler Helmut Stadlmann entstand durch das Projekt „Radio Tirana“ das Album "Harmonie & Forschung" (1988). Seit den späten 1990er-Jahren ist er Mitglied der Improvisationsgruppe "Monday Orchestra", die seitdem wöchentlich Sessions abhält. Ab 2002 produziert Langoth elektronische Musik, in denen er Loops und Pattern mit Jazz- und Live-Elementen verbindet. Die genreübergreifenden Projekte verbinden Musik mit Fotografie, Video und Kulinarik, etwa in den Alben „Grounding“, „Sentimental Cooking“ und „Drei“.
Seine Videoarbeiten wurden international präsentiert und prämiert – unter anderem erster Preis beim 5. Berliner Videofest im Rahmen der Berlinale 1992 und den ersten Publikumspreis von Premiere-TV für "Retracer". Die Videos sind unter anderem in der Sammlung des Ursula Blickle Archivs und der Stiftung imai gelistet. In dem Standardwerk zur Videokunst und Medientheorie "Video - das reflexive Medium" von Yvonne Spielmann wird im Kapitel "Strukturelles Video" Langoths "Retracer" analysiert und besprochen.
Gemeinsam mit seinen Töchtern, der Foodstylistin Laura Langoth und der Ernährungswissenschaftlerin Sarah Langoth gründete Langoth 2016 den Verein der Kochgenossen, einer offenen Gemeinschaft von Kochbegeisterten, die sich für authentische, handwerkliche und gemeinschaftliche Kochkultur einsetzen. Ziel ist, die besten Rezepte und Techniken zu entdecken und weiterzugeben, Kochen als kreativen, sozialen und kulturellen Akt zu feiern. Sie lassen sich von internationalen Vorbildern, wie den baskischen Txokos inspirieren – privaten Kochgenossenschaften, in denen eigenständige Kochkultur gepflegt werden. Die Kochgenossen veröffentlichen ihre Erfahrungen, Rezepte und Videoanleitungen auf ihrer Website und in Büchern wie „Das Kulinarische Manifest“. Sie treten für eine handwerklich orientierte und selbstbestimmte Kochkultur ein.

## Werke
- Gehört gekocht – das Ö1 Kochbuch. Gemeinsam mit Colette Prommer. Brandstätter Verlag, 2006, ISBN 3-902510-85-4.
- Mekong Food. Styria, 2013, ISBN 978-3-99011-057-7.
- Il Po – kulinarische Impressionen. Styria, 2014, ISBN 978-3-99011-070-6.
- Spirit & Spice – südindische Kochkulturen. Styria, 2015, ISBN 978-3-99011-075-1.
- Das kulinarische Manifest. Verlag Anton Pustet, 2017, ISBN 978-3-7025-0868-5.

## Diskografie
- Radio Tirana – Harmonie & Forschung. Extraplatte, 1988, EX700088.
- Sentimental Cooking. Sunshine Music, 2004, SR028/2 (als Langoth).
- Grounding. Sunshine Music, 2006, SR062/2 (als Langoth).
- Drei. Sunshine Music, 2014, SR089/2 (als Langoth).

## Videos
- Pas de Tango (1987)
- Retracer (1989)
- Growing Sarah, Growing Laura (ab 1992, work in progress)
- Grounding (2005)
- Arenas of Gold (2014)
- The Rorschach Tracks (ab 2022)

Alle Videoarbeiten sind in der Kunstsammlung des Ursula Blickle Archiv abrufbar: "ursulablicklevideoarchiv.com"

## Aufführungen
Präsentation der Video-Edition „Harmonie & Forschung“ (1988):
- Club Mavo, Wien
- Club Nick, Havanna, Barcelona
- Circulo de Bellas Artes Reina Sofia, Madrid
- Videoedition INFERMENTAL 9 „Heart of Europe“ 1989 http://www.infermental.de/infermental_09.htm
- Reverse Angle, New Art from Vienna, Chicago 1989, https://archive.transculturalexchange.org/_press/reverse.htm
- Videofestival Salzgitter 1989
- Videofestival Utrecht 1989
- Welser Filmtage 1989
- Nykydaidetta Itävallasta, neue österr. Kunst, Helsinki 1989
- Transformator Medienkunstfestival, St. Veit 1989
- Ars Electronica, Die Grenzen des Realen 1989 ORF/3SAT
- Dance Screen, Frankfurt 1989
- IMZ-International Music & Media Centre, Toronto 1989, https://www.imz.at/
- Video Film Dance Festival, Ljubljana 1989
- Grand Prix International Vidéo Danse, Paris 1989
- XVI Festival Cine Independente, Elche (E) 1989
- 100x Video Arte na Austria, una Retrospectiva, Porto 1989
- Mediawave, Györ 1989, Mediawave International Film Festival
- tempus fugit, Nederlands Filmmuseum, Amsterdam 1989
- Impakt Festival, Utrecht 1989, https://impakt.nl/channel/films/retracer/
- VideoArt Festival, Locarno 1989, https://www.lacasadenadie.ch/post/videoart-festival-locarno
- Videotage Salzgitter (D) 1989
- Internationale Kurzfilmtage Oberhausen (D) 1989
- Videokunstfest Dokumenta, Kassel 1989
- Festival Mundial do Minuto, Sao Paulo 1990
- Medienwerkstatt Wien 1990
- Video Edition Austria 1990
- Muu Media Festival, Helsinki 1990, https://monoskop.org/Muu_Media_Festival
- Beursschouwburg Besmette Stad, Brüssel 1990, https://beursschouwburg.be/en/
- Wienminuten 1991 https://www.derstandard.at/story/3393066/jahr-1991
- ZKM Karlsruhe 1991, https://zkm.de/de/werk/retracer
- Paleis voor Schone Kunsten, Brüssel 1991
- Rote Fabrik Zürich 1991, https://rotefabrik.ch/#/
- 5. Videonale, Bonn 1992
- Alpe Adria Film Festival, Triest 1992
- Corps & Machines, Charleroi (BEL) 1994, https://www.artpress.com/1994/07/01/corps-et-machines-deuxieme-biennale-internationale-de-danse-charleroi-belgique-180494-300494/
- Stiftung IMAI, Düsseldorf 1993, https://stiftung-imai.de/en/video/catalogue
- 3. Mostra de Video Independent de Barcelona, 1996, https://www.desorg.org/titols/retracer/
- Danish Film Institute, Copenhagen, https://www.dfi.dk/en/viden-om-film/filmdatabasen/film/retracer
- Zürcher Hochschule der Künste, https://medienarchiv.zhdk.ch/entries/93b765fa-10c2-4c7e-af6c-c593fe75a14c
- Filmfest Gent 1999, https://www.filmfestival.be/en/film/retracer
- Der bevorzugte Ort, Kunstverein Ludwigsburg, 1999, https://artfacts.net/exhibition/der-bevorzugte-ort/84025
- Monstra / Austrian Animation, Lissabon 2025
- Ursula Blickle Archiv, Wien, Aufnahme in die Videokunstsammlung, Museum Belvedere und

Universität für angewandte Kunst, Wien

## Auszeichnungen
- 8/1989 ORF „Kunststück des Monats“
- 1989 Erster Preis beim 5. Berliner Videofest im Rahmen der BERLINALE
- 1989 Erster Publikumspreis PREMIERE-TV beim 5. Berliner Videofest 1989